# سیارک ۳۲۱۵
سیارک ۳۲۱۵ (به انگلیسی: 3215 Lapko، نامگذاری:1980BQ) سه هزار و دویست و پانزدهمین سیارک کشف شده‌است که در ۲۳ ژانویه ۱۹۸۰ کشف شد.
قدر مطلق سیارک برابر ۱۲٫۱۰ است.